# Tomas Masiulis
Tomas Masiulis, född 19 september 1975 i Kaunas, dåvarande Sovjetunionen, är en litauisk basketspelare som tog OS-brons 2000 i Sydney. Detta var Litauens tredje bronsmedalj i rad i herrarnas turnering i basket vid olympiska sommarspelen. Han har bland annat spelat för Žalgiris Kaunas.